# Allison Reed
Allison Lynn Reed (ur. 8 czerwca 1994 w Kalamazoo) – amerykańsko-japońska łyżwiarka figurowa reprezentująca Litwę, startująca w parach tanecznych z Sauliusem Ambrulevičiusem. Uczestniczka igrzysk olimpijskich w Vancouver (2010), brązowa medalistka mistrzostw Europy (2024), medalistka zawodów z cyklu Grand Prix i Challenger Series oraz 5-krotna mistrzyni Litwy (2018–2022).
Jej matka jest Japonką, zaś ojciec Amerykaninem. Jej siostra Cathy (ur. 1987) i brat Chris (1989–2020) byli łyżwiarzami figurowymi, występowali wspólnie w parach tanecznych.

## Osiągnięcia

### Z Sauliusem Ambrulevičiusem (Litwa)

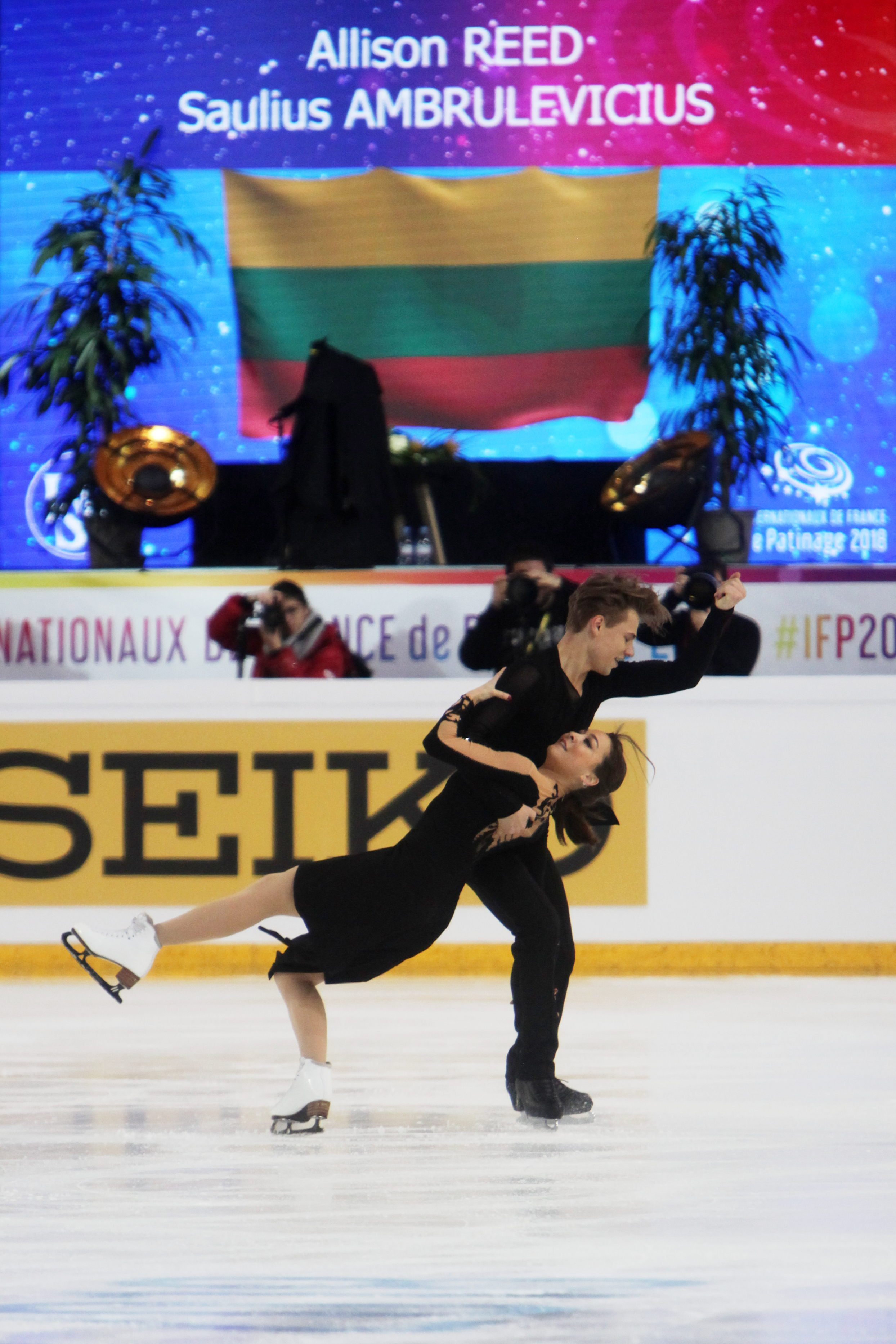
Reed i Ambrulevičius na zawodach Internationaux de France 2018

| Zawody                        | 17–18          | 18–19          | 19–20          | 20–21          | 21–22          | 22–23          | 23–24          |                |                |                |                |                |                |                |                |                |                |
| Międzynarodowe                | Międzynarodowe | Międzynarodowe | Międzynarodowe | Międzynarodowe | Międzynarodowe | Międzynarodowe | Międzynarodowe | Międzynarodowe | Międzynarodowe | Międzynarodowe | Międzynarodowe | Międzynarodowe | Międzynarodowe | Międzynarodowe | Międzynarodowe | Międzynarodowe | Międzynarodowe |
| ----------------------------- | -------------- | -------------- | -------------- | -------------- | -------------- | -------------- | -------------- | -------------- | -------------- | -------------- | -------------- | -------------- | -------------- | -------------- | -------------- | -------------- | -------------- |
| Mistrzostwa świata            | 20             | 17             | C              | 15             | 10             | 7              | 6              |                |                |                |                |                |                |                |                |                |                |
| Mistrzostwa Europy            | WD             | 13             | 11             | C              | 8              | 4              | 3              |                |                |                |                |                |                |                |                |                |                |
| GP Internationaux de France   |                | 9              | 10             | C              | 8              |                |                |                |                |                |                |                |                |                |                |                |                |
| GP NHK Trophy                 |                |                |                |                |                | 4              | 3              |                |                |                |                |                |                |                |                |                |                |
| GP Rostelecom Cup             |                | 6              | 5              | 7              | 7              |                |                |                |                |                |                |                |                |                |                |                |                |
| GP Skate Canada International |                |                |                |                |                |                | 3              |                |                |                |                |                |                |                |                |                |                |
| CS Finlandia Trophy           |                |                | 5              |                |                |                |                |                |                |                |                |                |                |                |                |                |                |
| CS Golden Spin of Zagreb      |                |                |                |                | 2              | 2              |                |                |                |                |                |                |                |                |                |                |                |
| CS Lombardia Trophy           |                |                | 6              |                |                | 2              |                |                |                |                |                |                |                |                |                |                |                |
| CS Nebelhorn Trophy           | 7              |                | 7              |                |                | 2              | 2              |                |                |                |                |                |                |                |                |                |                |
| CS Memoriał Ondreja Nepeli    | 6              |                |                |                |                |                |                |                |                |                |                |                |                |                |                |                |                |
| CS Tallinn Trophy             | 8              |                |                |                |                |                |                |                |                |                |                |                |                |                |                |                |                |
| Budapest Trophy               |                |                |                |                | 2              |                |                |                |                |                |                |                |                |                |                |                |                |
| Halloween Cup                 |                | 2              |                |                |                |                |                |                |                |                |                |                |                |                |                |                |                |
| Santa Claus Cup               | 5              |                |                |                |                |                |                |                |                |                |                |                |                |                |                |                |                |
| Volvo Open Cup                |                | 5              |                |                |                |                |                |                |                |                |                |                |                |                |                |                |                |
| Krajowe                       |                |                |                |                |                |                |                |                |                |                |                |                |                |                |                |                |                |
| Mistrzostwa Litwy             | 1              | 1              | 1              | 1              | 1              |                |                |                |                |                |                |                |                |                |                |                |                |

### Z Vasilim Rogovem (Izrael)
| Mistrzostwa świata         | 23 | 30 | 20 |
| Mistrzostwa Europy         | WD | 24 | 16 |
| CS Finlandia Trophy        |    |    | 5  |
| CS Nebelhorn Trophy        |    |    | 6  |
| Golden Spin Zagrzeb        | 7  | 7  |    |
| Nebelhorn Trophy           | 13 | 18 |    |
| NRW Trophy                 | 6  | 4  |    |
| Memoriał Pavla Romana      | 10 |    |    |
| Ukrainian Open             |    | 6  |    |
| U.S. International Classic |    | 10 |    |

### Z Otarem Japaridzem (Gruzja)

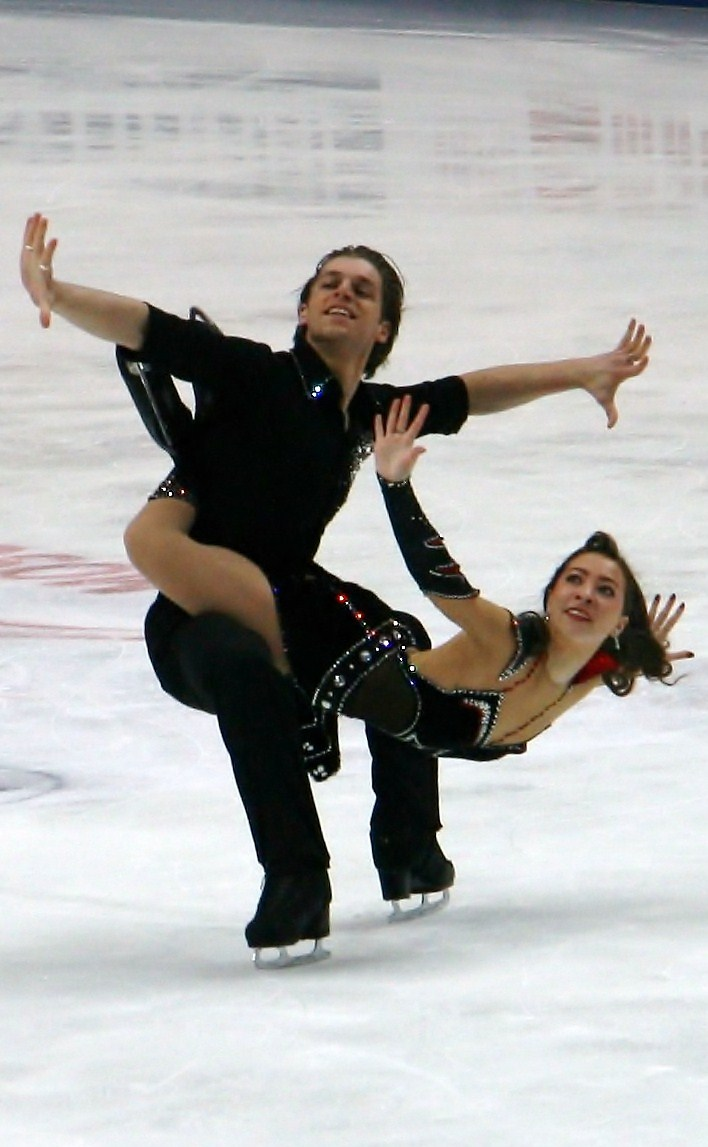
Reed i Japaridze na mistrzostwach świata 2011

| Igrzyska olimpijskie  | 22 |    |
| Mistrzostwa świata    | 21 | 18 |
| Mistrzostwa Europy    | 19 | 17 |
| Golden Spin Zagrzeb   |    | 4  |
| Ice Challenge         |    | 2  |
| Nebelhorn Trophy      | 12 |    |
| Memoriał Pavla Romana | 9  |    |

## Programy
Allison Reed / Saulius Ambrulevičius
| Sezon   | Taniec rytmiczny (RD) | Taniec dowolny (FD)                                               |
| ------- | --- | ----------------------------------------------------------------- |
| 2020–21 | - Bandstand medley: - Greased Lightnin’ - Fokstrot: Love Will Come And Find Me Again – Laura Osnes - Quickstep: You Deserve It – Corey Cott choreografia: Massimo Scali | - Aurora medley: - Churchyard - It Happened Quiet - Soft Universe |
| 2019–20 | - Bandstand medley: - Greased Lightnin’ - Fokstrot: Love Will Come And Find Me Again – Laura Osnes - Quickstep: You Deserve It – Corey Cott choreografia: Massimo Scali | - Aurora medley: - Churchyard - It Happened Quiet - Soft Universe |